# Zsuzsi Gartner
Zsuzsi Gartner (* 4. Mai 1960 in Winnipeg, Manitoba, Kanada) ist eine kanadische Schriftstellerin und Journalistin.

## Leben
Zsuzsi Gartner wuchs in Calgary auf, wo sie später auch ihren Bachelorabschluss in Politikwissenschaften an der University of Calgary erhielt. Einen Ehrenabschluss in Journalistik erhielt sie später von der Carleton University. Ihren Master absolvierte sie erfolgreich an der University of British Columbia.
Ihre Karriere als Journalistin begann Gartner bei Tageszeitungen wie The Vancouver Sun, The Globe and Mail und Zeitschriften wie Quill & Quire und Canadian Business. Für ihre Arbeit wurde sie dreimal mit dem Western Magazine Awards und einmal, 2005, mit dem Canadian National Magazine Awards ausgezeichnet.
Über all die Jahre veröffentlichte Gartner mehrere Kurzgeschichten in unterschiedlichen Zeitschriften. Eine Sammlung dieser wurde 1999 unter dem Titel All the Anxious Girls on Earth veröffentlicht. Dafür erhielt sie ein Jahr später eine Nominierung für den Ethel Wilson Fiction Prize.

## Werke (Auswahl)
- All the Anxious Girls on Earth (1999)
- Darwin's Bastards (2009)
- Better Living Through Plastic Explosives (2011)